# Astomaspis unifasciata
Astomaspis unifasciata är en stekelart som först beskrevs av Gyöö Viktor Szépligeti 1908.  Astomaspis unifasciata ingår i släktet Astomaspis och familjen brokparasitsteklar. Inga underarter finns listade.